# Championnat du Burundi de basket-ball
Le Championnat du Burundi de basket-ball, appelé le Viva Basketball League, est un championnat de basket-ball le plus haut niveau de compétition de basket-ball au Burundi. La compétition est organisée annuellement par la Fédération de basket-ball du Burundi (FEBABU)
Les champions de chaque saison se qualifient pour le Road to BAL.

## Histoire
En 2022, la ligue a signé un contrat de sponsoring de quatre ans avec le producteur de boissons maltées Viva . Es vainqueurs de la ligue reçoivent une prime de 10 millions de FBu (environ 4 800 $).

## Clubs
| Club         | Ville     |
| ------------ | --------- |
| Aigle Noir   | Makamba   |
| Brothers     | Cankuzo   |
| Dynamo       | Bujumbura |
| Gymkhana     | Bujumbura |
| Les Hippos   | Bujumbura |
| New Star     | Bujumbura |
| Remesha      | Bujumbura |
| Tigers       | Bujumbura |
| Urunani      | Bujumbura |
| Young Eagles | Gitega    |

## Palmarès

### Palmarès par édition
| Année | Vainqueur | Finaliste     | Score des finales | Meilleur joueur     | Réf.  |
| ----- | --------- | ------------- | ----------------- | ------------------- | ----- |
| 2012  | Urunani   | New Star      | 69–59             | Elvis Gafyisi       |       |
| 2013  | Urunani   | New Star      |                   |                     | [ 2 ] |
| 2014  | Urunani   | New Star      | 50–54             | Willy Nijimbere     | [ 3 ] |
| 2016  | Dynamo    | Imbeya        | 72–59             |                     | [ 4 ] |
| 2018  | New Star  | Gymkhana      |                   |                     | [ 5 ] |
| 2019  | Dynamo    | Urunani       | 76–54             | Jean Hakizimana     |       |
| 2021  | New Star  | Muzinga Ngozi | 74–61             |                     | [ 6 ] |
| 2022  | Urunani   | New Star      | 76–66             |                     | [ 1 ] |
| 2023  | Dynamo    | Urunani       | 4–2               |                     | [ 7 ] |
| 2024  | Urunani   | Dynamo        | 4–3               | Jean Jacques Boissy | [ 8 ] |
| 2025  | Dynamo    | Urunani       | 4–3               |                     | [ 9 ] |

### Palmarès par club
| N° | Équipe        | Titres | Par édition                  | Finales perdues            |
| -- | ------------- | ------ | ---------------------------- | -------------------------- |
| 1  | Urunani       | 6      | 2012, 2013, 2014, 2022, 2024 | 3 (2019, 2023, 2025)       |
| 2  | Dynamo        | 4      | 2016, 2019, 2023, 2025       | 1 (2024)                   |
| 3  | New Star      | 2      | 2018, 2022                   | 4 (2012, 2013, 2014, 2022) |
| 4  | Muzinga Ngozi | 0      |                              | 1 (2021)                   |
| 4  | Gymkhana      | 0      |                              | 1 (2018)                   |
| 4  | Imbeya        | 0      |                              | 1 (2016)                   |